# Val-d'Orvin
Ancienne commune de l'Aube, la commune de Val-d'Orvin a existé de 1973 à 1999. 
Elle a été créée en 1973 par la fusion des communes de Bercenay-le-Hayer, de Bourdenay et de Trancault. Bourdenay était son chef-lieu, Bercenay-le-Hayer et Trancault étaient communes associées.
En 1999, elle a été supprimée et les trois communes d'origine ont été rétablies.